# Warrior (Lied)
Warrior ist ein Lied der maltesischen Sängerin Amber. Es wurde am 20. Oktober 2014 veröffentlicht und ist der maltesische Beitrag zum Eurovision Song Contest 2015 in Wien, Österreich.

## Hintergrund
Das Lied wurde von den Maltesern Elton Zarb und Muxu komponiert. Die Sängerin bekam am 22. November 2014 beim Malta Eurovision Song Contest 2015, dem maltesischen Vorentscheid für den Eurovision Song Contest, mit dem Song 72 von 72 möglichen Punkten und gewann vor Christabelle Borg (Rush) und Glen Vella (Breakaway).
Am 9. März 2015 wurde die überarbeitete Version inklusive des Musikvideos veröffentlicht.